# Villa Atamisqui
Villa Atamisqui es una localidad argentina de la provincia de Santiago del Estero, asentada en la margen derecha del río Dulce, a 121 km de la capital provincial. Es la cabecera del departamento Atamisqui, y municipio de 3.ª Categoría.
Fundado en 1543, es una de las localidades más antiguas de Argentina (Santiago del Estero fue fundada en 1553).

## Población
Cuenta con 3,289 habitantes (Indec, 2010), lo que representa un incremento del 22,5% frente a los 2,683 habitantes (Indec, 2001) del censo anterior y representan el 30,1% de la población total del departamento.
| Gráfica de evolución demográfica de Villa Atamisqui entre 1960 y 2010 |
|                                                                       |
| Fuentes: INDEC                                                        |

## Festividades
- Fiesta Provincial de la Vidala (3.ª semana de febrero, estos últimos 5 años no se realizó)
- Fiesta de las sachaguitarras atamisqueñas (2.ª semana de julio)
- Duelo del Chamamé (2.ª semana de febrero)

## Artesanía textil
Son muy afamadas sus artesanías textiles, en especial sus coloridas y brillantes colchas.  Teleras Atamisqueñas, grupo de aproximadamente 50 mujeres dedicadas a la producción de piezas artesanales, tejidos en telares de distinto tipo.

## Personalidades
- Elpidio Herrera, cantante, folclorista, nacido en 1947.
- Leo Dan, cantante, compositor y actor, nacido en 1942.